# Mariene provincie Middellandse Zee
De Mariene provincie Middellandse Zee (4) (Engels: Mediterranean Sea marine province) is een biogeografische provincie en ligt in het gebied van de Middellandse Zee in het Marien rijk Gematigde Noordelijke Atlantische Oceaan. De mariene provincie is vastgesteld door het World Wide Fund for Nature en The Nature Conservancy en is vernoemd naar de Middellandse Zee.
In het westen grenst het gebied aan de mariene provincie Lusitania (3) en in het oosten aan de mariene provincie Zwarte Zee (7).

## Geografie
De mariene provincie ligt van de Straat van Gibraltar tot aan de Bosporus.

## Biogeografie
Het gebied kent zeeleven dat houdt van gematigde temperaturen.

## Mariene ecoregio's
Deze mariene provincie bestaat uit 7 mariene ecoregio's:
- Mariene ecoregio Adriatische Zee (30)
- Mariene ecoregio Egeïsche zee (31)
- Mariene ecoregio Levantijnse Zee (32)
- Mariene ecoregio Tunesisch Plateau/Golf van Sidra (33)
- Mariene ecoregio Ionische Zee (34)
- Mariene ecoregio Westelijke Middellandse Zee (35)
- Mariene ecoregio Alboránzee (36)